# Can Garcini
Can Garcini és una masia situada al carrer del Xiprer, 40-46 del barri del Guinardó de Barcelona, catalogada com a bé d'interès documental (categoria D).

## Història
El primer propietari del qual es té constància va ser Joan Gordi (o Guàrdia) l'any 1739, de qui va passar a mans del seu fill Bartomeu Gordi, que n'era el propietari l'any 1796. Inicialment, sʼanomenava Torre de la Concepció, i més endavant rebé el nom popular de «la Trinxera», ja que quedava enclotada respecte als marges del camí que anava cap a l'actual Passeig de Maragall, llavors anomenat carretera de la Garrotxa. El 4 de juliol del 1802, els Gordi vengueren la propietat a Josep Gaietà Garciny (o Garcini) de Salamó, alcalde major i tinent del corregidor de Barcelona, d'on prové el nom actual. El 1803, Garcini hi va fer construir una capella dedicada a la Immaculada Concepció, que fins i tot va ser consagrada. L'1 de novembre del 1822, Garcini i el seu fill Josep Maria Garcini i Pellicer vengueren la propietat a Salvador Mas i Ribé, «metge dels exèrcits».
El 28 d'octubre del 1828, la finca va passar a les mans del procurador causídic Joan Puiggarí, que el 1832 la va permutar per uns terrenys de Sarrià propietat de Manuela de Magarola i d'Ardena, muller de Felip Ignasi de Miquel i de Blondel, marquès de Blondel de l'Estany. El següent propietari va ser el seu fill Manuel de Miquel i de Magarola, que el 25 de febrer del 1882 feu testament en favor del seu nebot Lluís Ferran d'Alòs i de Martín (1839-1904), casat amb Gertrudis de Dou i Moner (1844-1924) i primer marquès de Dou. L'agost del 1904, el masover Isidre Puigdomènech i Rovira es va fer càrrec de les terres, que va dedicar al cultiu de flors i de plantes, que la seva muller venia a la Rambla.
Lluís Ferran d'Alòs va morir el 27 de desembre del 1904, i el 1913 s'hi instal·là el seu fill Ramon d'Alòs-Moner i de Dou i la seva esposa Maria Maltese i Fiodo. Ramon d'Alòs va morir poc després de l'entrada de les tropes franquistes a Barcelona el 1939, i la propietat va passar a mans del seu fill Lluís d’Alòs-Moner i Maltese, que va morir el 23 de novembre del 1999. El 2005, la família va vendre la finca a la immobiliària Núñez i Navarro, que el novembre del 2013 signà un conveni privat amb l'Ajuntament de Barcelona per a fer una permuta entre dues finques seves (una d'elles Can Garcini) i uns terrenys municipals propers al Parc del Castell de l'Oreneta. Tanmateix, l'oposició dels veïns de Pedralbes va frustrar el projecte, i el 14 d’abril del 2016 se n'aprovà definitivament la requalificació com a equipament públic per a la gent gran, iniciant-se els tràmits d’expropiació. Finalment, l'Ajuntament va adquirir Can Garcini per 7 milions d'euros, i el diumenge 13 de maig del 2017 s'hi va celebrar una jornada de portes obertes.

## Descripció
Es tracta d'una masia catalana de planta basilical. En lʼactualitat consta de planta baixa i dues pisos i està formada per cossos, els dos laterals amb una planta menys. Hi destaca el porxo, o galeria recolzada a lʼest de lʼedifici i que originàriament era al descobert, estructurada amb pilars de secció quadrada rematats per una senzilla impostura motllurada, dʼon arrenquen els arcs de mig punt. Les obertures són de llinda plana i estan presidides per un balcó que sʼobre damunt la porta dʼaccés. A la planta principal, hi trobem la típica distribució en que les habitacions es disposen al voltant dʼuna gran sala, les golfes han estat habilitades com a habitatge. La coberta és a dues aigües en el cos central (tot situant gerros ceràmics al capcer i als extrems) i plana als cossos laterals. Es tracta dʼun dels pocs referents dʼarquitectura rural al Guinardó.
A la sala gran del primer pis, el propietari tenia una valuosa biblioteca amb un fons aproximat de 25000 volums, especialitzada en Dante i la literatura italiana. Està envoltada de jardí, té un pou d'aigua i una tanca la separa del carrer.